# Jawbone

Jawbone — виробник мобільних гаджетів, споживчої техніки та аксесуарів для iOS-пристроїв. У числі найбільш успішних проектів компанії — фітнес-браслет Jawbone UP, який має великий успіх серед покупців.

## Історія
Історія Jawbone відома, перш за все, тим, що виробляє фітнес-браслети. Однак це було її спеціалізацією не завжди Більш того, Jawbone не завжди носила таку назву.
У 1999 році Хусейн Рахман і Олександр Ассілі закінчили Стенфорд. І свою діяльність вирішили почати з того, щоб зробити програмного голосового помічника, який нагадував би голос Siri або Google-жінок. Вони створили компанію Aliph, яка одночасно почала займатися і розробкою навушників, у яких активну шумозаглушення.
У той час таке поєднання профілів для IT-стартап сприймалося досить оригінально. Адже, як правило, підприємство займалося або розробкою заліза, або софта
Потім компанія отримала контракт з армією США. Необхідно було розробити і налагодити виробництво таких навушників, які дозволили б військовим розмовляти навіть там, де про тишу не може бути й мови. Розробку згодом адаптували для мирних потреб.
У 2004 році Aliph зайнялася розробкою гарнітури для бездротового спілкування по мобільному телефону. А через два роки з'явилася перша модель гарнітури Jawbone. Успіх був настільки великий, що через кілька років Aliph перейменували в Jawbone.
Компанія була настільки успішною, що змогла легко подолати нинішній економічна криза. Вона все так само займалася розробкою нових пристроїв. У 2009 році девайси Jawbone можна було купити вже в App Store.
У пошуках нових ринків 2010 році компанія Jawbone випустила міні-колонки Jambox. Потім, в 2011 році, з'явилися і фітнес-трекери Jawbone Up24. Вони здатні були робити те, що було в новинку в ті часи: стежити за денною активністю, фазами сну.
Тоді фонд J.P. Morgan вклав в компанію близько 70 млн доларів США. Новинка з'явилася в продажу напередодні знаменитої «чорної п'ятниці». Її розкупили відразу ж. Однак, як виявилося, у пристрої був один недолік. Він відключався через недостатню вологозахисту.
Але Jawbone — сьогодні світовий лідер в сфері споживчих технологій і натільних гаджетів. Компанія також є відомим розробником обладнання та програмного забезпечення на базі аналізу даних.
Наприклад, система UP® — це спеціальний браслет, який робить аналіз того, як людина їсть, спить і пересувається. Програмний інтерфейс (API) — UP Platform веде підтримку різних додатків і сервісів, які інтегруються з UP. В результаті система ще зручніша в застосуванні.
Компанія славиться своєю неповторною трекерною технологією, її система додатків і виробничих процесів захищена більш ніж 600 патентами. Як готовими, так і в стадії заявок.

## Армійські Навушники
У 1999 році випускники Стенфорда Хусейн Рахман і Олександр Ассілі вирішили взятися за розробку голосового помічника, схожого на сервіс Siri у Apple. Вони заснували компанію Aliph, яка також зайнялася створенням навушників, що пригнічують зовнішні шуми. Це було досить нетипове на ті часи поєднання для IT-стартапу: зазвичай вони займалися або розробкою програм, або обладнання. До появи терміна «інтернет речей» було ще дуже далеко.
Компанія отримала контракт з армією США на розробку навушників, які допомагають солдатам вести переговори в важких умовах. У 2004 році Aliph вирішив адаптувати цю розробку для мирних потреб і зробити бездротові гарнітури для розмов по мобільному. Тоді ж до компанії приєднався дизайнер Ів Бехар. Не полишаючи роботи в своєму дизайн-бюро Fuseproject, він став вигадувати оформлення для гаджетів. Його союз з Рахманом багато хто порівнює з альянсом двох Стівів, Джобса і Возняка, на зорі Apple. Саме він придумав зовнішній вигляд всіх продуктів компанії, за лаконічності дизайну не поступаються яблучним гаджетам.

## Успішний провал
Але одних навушників було недостатньо, і компанія вирішила виходити на нові ринки. У 2010 році компанія випустила мініатюрні колонки Jambox. Наступна новинка ледь не стала найбільшим провалом компанії. У 2011 році вона почала продаж перших моделей своїх фітнес-браслетів UP. Вони відстежували фізичну активність користувача протягом дня, моніторили фази сну і просто були красивим хай-тек-аксесуаром, гідною альтернативою годинах. Тоді ж фонд J.P. Morgan вклав в компанію 70 мільйонів доларів.
Новий гаджет з'явився на полицях американських магазинів напередодні грудневої чорної п'ятниці, і його практично миттєво змели з полиць. Але незабаром телефони служби підтримки стали розриватися від дзвінків невдоволених покупців: браслет постійно вимикався. Рахман і його команда стала розбиратися, що не так. Але це було нелегко: майже всі браслети були продані, у співробітників компанії були кілька зразків, але вони начебто працювали нормально. Директор компанії послав людей в Apple Store по всьому Західному узбережжю, щоб зібрати зламані Jawbone, але на аналіз поломки потрібен був час, а його не було. Керівництво компанії майже цілодобово сиділо в переговорній, яку вони почали називати Військової кімнатою. У якийсь момент Рахман ненадовго її покинув, а потім повернувся і сказав: «Ось що ми будемо робити». Його план полягав у тому, щоб написати лист користувачам Jawbone. Це було вибачення і обіцянку. Підприємець в ньому визнавав свої помилки і пропонував дати нові браслети навіть тим, у кого нормально працювали старі. «Ми настільки віддані нашого продукту, що готові давати їм користуватися безкоштовно», — писав він. Це звернення до користувачів потім назвали одним із зразків правильного спілкування з незадоволеними клієнтами.

## Піонери ринку
Через рік вийшла нова версія фітнес-браслетів UP, яка синхронізувалася з оновленою операційною системою iOS. У 2013 році компанія розпочала продаж в Європі і випустила гаджети для Android. Вона також купила компанію BodyMedia, яка також спеціалізувалася на фітнес-трекерах. До ради директорів увійшли директор Yahoo! Марісса Майєр і виконавчий директор Warner Music Роберт Візенталь. Фітнес-браслети Jawbone поряд з гаджетом Fitbit і FuelBand від Nike стали лідерами ринку носяться гаджетів. Число контроль-фріків, які ретельно рахують спалені калорії, кроки і годинник глибокого сну, в останні роки значно збільшилася в чому завдяки роботі цих компаній. Jawbone не розкриває дані про продажі, але, за оцінкою експертів, компанія продала вже 4 мільйони браслетів. У минулому році спостерігався пік попиту на них: Jawbone збільшила свою частку ринку з 17 до 21 %. В кінці року вона підняла найбільший у своїй історії раунд інвестицій в 250 мільйонів доларів, весь її бізнес оцінили в 3,3 мільярда. Повторіть успіх Jawbone вирішили і інші підприємці: виставки нових технологій наповнені новинками з ринку носяться гаджетів. Щоб витримати конкуренцію, Jawbone постійно покращує свої технології: аналізує дані користувачів, працює над сенсорами нового покоління. «У нас є понад 2 тисячі розробників, вони роблять додатки, про які ви навіть мріяти не могли», — хвалився Рахман. Він вважає, що пора перестати говорити про інтернет речей і почати розмову про інтернет людей. «Уявіть собі, — говорив підприємець, — що всі речі в будинку знають, що потрібно робити, без нашої підказки, що персональний тренер може стежити за вашим сном, рухами і раціоном протягом дня».

## Проблеми з Apple
Правда, недавно на шляху до нових вершин у Jawbone виникла велика перешкода. Напередодні старту продажів годинників Apple Watch який намічений на 24 квітня, Apple прибрала з полиць магазинів гаджети Jawbone UP24. У корпорації вважають, що вони можуть скласти конкуренцію новому яблучному продукту. Розумні годинник дозволяють не тільки відповідати на СМС, але і відстежувати денну активність. Це досить відчутний удар для компанії, яка починала продажу з Apple Store і спочатку розробляла свої браслети під iOS. Якщо слідом за цим прослідуються інші обмеження, Рахману навряд чи вдасться вирішити проблему одним проникливим листом. Недорогі моделі годин коштуватимуть від 299 доларів, що в два рази дорожче вигнаного фітнес-браслета, але багато фанатів Apple напевно захочуть доплатити, щоб мати гаджет улюбленої компанії замість Jawbone. Особливість носяться гаджетів в тому, що навряд чи хтось стане носити їх все одночасно. Боротьба за місце на зап'ястях людей обіцяє бути дуже серйозною. До речі, недавно з'явилися новини про те, що про покупку Jawbone подумує Google.